# نموذج الشخص المنطقي
نموذج الشخص المنطقي هو إطارٌ نفسيٌ يفترض أن الناس يكونون بأفضل حالاتهم عندما تُلبّى احتياجاتهم الأساسية. افتراض عدم التعقل ليس عادةً إنسانيةً لكنه يحدث نتيجة البيئة (السياق والظروف)، يحاول نموذج الشخص المنطقي أن يحدد البيئات/ الأفعال التي تتبنى عدم التعقل وقد حدد ثلاث مناطق رئيسية تساعد في ذلك هي: نموذج البناء وكون الفرد فعالًا والفعل ذو المعنى.
طوّر عالما النفس البيئيان ستيفان وريتشيل كابلان نموذج الشخص المنطقي ودمجا مبادئ من البيئة والإدراك وعلم النفس التطوري.

## نظرة عامة
نموذج الشخص المنطقي هو إطار نفسي يفترض أن الوظائف البشرية تتحسّن عندما تُلبّى هذه المجالات الثلاثة التالية من الاحتياجات المعلوماتية:
- نموذج البناء: يفترض نموذج الشخص المنطقي أن إحدى الحاجات المعلوماتية المركزية هي بناء نماذج الذهنية (تُعرف أيضًا بالخرائط الإدراكية) لتقوم بوظائفها بفعالية في العالم. يقترح هذا النموذج أن النماذج الذهنية تساعد الناس في التعرف على الأشياء والظروف، وتنبّؤ وتقييم النتائج المستقبلية المحتملة واختيار الأفعال.
- كون الفرد فعالًا: يركز هذا المجال على مساعدة الناس في استخدام المعرفة بفعالية عبر تطوير المهارات الضرورية والمحافظة على رأس الفرد صافيًا كي يستطيع القيام بوظائفه بكفاءة.
- الفعل ذو المعنى: يقترح نموذج الشخص المنطقي أن الناس يتمنون استعمال مهاراتهم لصنع فارقٍ ما يعني أنهم يتمنون أن يُستمع إليهم وأن يُعطوا فرصًا للمشاركة.

ينصّ نموذج الشخص المنطقي أن البيئة أو السياق الداعم للاحتياجات المعلوماتية يمكن أن يتبنى سلوكًا منطقيًا سيخرج أفضل ما في الناس.

## معنى عدم التعقل
لاستخدام مصطلح <<عدم التعقل>> في نموذج الشخص المنطقي تشابهاتٌ وفروقاتٌ عن استخدامه في إطارٍ آخر. في نموذج الشخص المنطقي، يشير عدم التعقل إلى الطرق التي يأمل المرء أن يتصرف الناس على أساسها. يُعبّر هذا المفهوم جزئيًا عن غير ذلك، كحالة من عدم التعقل مثل قلة الأدب والعدوانية والهياج ونفاد الصبر. يمكن أن تشمل الأمثلة عليه: طلب المرء العدالة لنفسه وإنكارها على الآخرين وإظهار عدم تحمّل وعدم احترام للآخرين والاستعداد للإيذاء أو للقتل بسبب الاختلاف في المعتقدات ومحاولة استخراج الموارد الأرضية من أجل المكسب الشخصي دون أخذ احتياجات الأجيال المستقبلية بعين الاعتبار.

### المقارنة مع نظريات المنطقية
قد يُرى نموذج الشخص المنطقي على أنه نظريةٌ مناقضةٌ لنظرية الرجل العاقل (والتي تدعى أيضًا بالهومو إيكونوميكس) أو نظرية الاختيار المتعقِّل ذات الصلة بالموضوع، وهي تصف منظرًا طبيعيًا من التبعات المشتركة مثل الأسلوب الذي يعامل به الناس بعضهم بعضًا. يفترض نموذج الشخص المنطقي أن المعلومات غالبًا ما يساء فهمها وتكون غامرة وغير متوفرة. كما يفترض أيضًا أن الناس غير مهتمين بزيادة مكاسبهم الشخصية لأكبر حدٍ ممكنٍ بل فقط إلى حدٍ مُرضٍ لهم. ويجزم نموذج الشخص المنطقي بأن الناس غالبًا ما يملكون مخاوف متعددةً لا يمكن تقليلها لمجرد قيمةٍ ماليّةٍ.

### المقارنة مع الرخاء الموضوعي
يتشارك عدم التعقّل والرخاء الموضوعي ببعض الميزات بما فيها التشديد على التأثير السلبي/ الإيجابي وعلى جودة الحياة. يواجه الرخاء الموضوعي المشاعر الموجَهة ذاتيًا بينما يأخذ نموذج الشخص المنطقي السياقات التي تتبنى السلوك المدني بعين الاعتبار ويحسّن العلاقات بين الناس.

## بناء النموذج
يصف ويليام جيمس العالم بأنه ارتباكٌ طنانٌ ناضر الجمال. النماذج الذهنية هي بنى عصبية مؤلّفَة من خلايا عصبية ومشابك تنظم تجاربنا في شكلٍ قابلٍ للاستخدام وتسمح لنا بـ:
1. التعرف على الأشياء والمواقف والأنماط الأخرى.
2. التنبّؤ بالنتائج المستقبلية المحتملة.
3. تقييم هذه النتائج قبل أن تحدث.
4. القيام بالأفعال المناسبة.[7] وصف كينيث كارايك ذلك عام 1943 بما يلي:

«إن أبقى الكائن في رأسه نموذجًا ذا مقياسٍ مُصغَّرٍ من الواقع الخارجي ومن أفعاله المحتملة سيكون قادرًا على تجريب بدائل مختلفةٍ ليحدد أيًّا منها هو الأفضل، فيتفاعل مع المواقف المستقبلية قبل أن تحدث مستخدمًا معرفته بالأحداث الماضية في التعامل مع الحاضر والمستقبل وبذلك يتفاعل بطريقةٍ أكمل وأسهل وأكثر ملائمةً للحالات الطارئة التي تواجهه».

### آليات بناء النموذج
تُبنى النماذج الذهنية من خلال التكرار والتنوّع والارتباط. يُقال إن تجربة شيءٍ عدة مراتٍ يؤدي لحدوث تمثيلٍ داخلي. تربط تجربة سلسلةٍ من الأشياء تمثيلاتنا الداخلية بخريطة ذهنية بحسب كيفية حدوث هذه الأشياء في الواقع. تعبّر قاعدة دونالد هيب عن ذلك بأن الأشياء التي تشتعل معًا ترتبط معًا.